# Paratrotonotus ogovensis
Paratrotonotus ogovensis är en fjärilsart som beskrevs av Holland 1893. Paratrotonotus ogovensis ingår i släktet Paratrotonotus och familjen tandspinnare. Inga underarter finns listade i Catalogue of Life.